# Cassell (Automarke)
Cassell war eine britische Automobilmarke, die von der Central Motor Co. in Glasgow um die Wende zum 20. Jahrhundert herum hergestellt wurde.
Der Cassell wurde vorwiegend aus Teilen anderer Hersteller zusammengebaut. Darüber hinaus ist über das sehr konventionelle Automobil nichts bekannt.
1903 musste die Central Motor Co. bereits ihre Tore wieder schließen.

## Quelle
- David Culshaw & Peter Horrobin: The Complete Catalogue of British Cars 1895–1975. Veloce Publishing plc. Dorchester (1999).  ISBN 1-874105-93-6